# 大修宮
大修宮，又名仙公廟，是台灣宜蘭縣頭城鎮的一座廟宇，位於頭圍山上。供俸呂洞賓，由山下產業道路步行約50分鐘可到達，途中林木遮掩，盛夏亦非常涼爽。廟面對太平洋，可遠眺龜山島，俯瞰烏石港、蘭陽博物館，風景絕佳。另有一條古道，全程鋪上水泥石階，由山腳下拾級而上約1200階梯，不時有山友往來此山徑登鶯仔嶺，是一健行路線。